# Bodegnée
Bodegnée (en wallon Bodgnêye) est une section de la commune belge de Verlaine située en Région wallonne dans la province de Liège.

## Histoire
C'était une commune à part entière avant 1822. De 1822 à 1977, les villages de Jehay et de Bodegnée sont réunis et forment la commune de Jehay-Bodegnée. À la fusion des communes de 1977 ces entités sont séparées ; Bodegnée est réuni à Verlaine tandis que Jehay est réuni à Amay.
Bodegnée a été chef-lieu de canton judiciaire de 1796 à 1970.
Bodegnée a les hameaux de Rogerée et de Gerbehaye.

## Patrimoine et culture

### Patrimoine architectural
- Église Saint-Nazaire (1872), par l'architecte Jean-Lambert Blandot, en style néo-gothique?
- Ferme-château  de  Gerbehaye, dèjà  citée en 1337.
- la Justice de Paix : elle  s’installa, d’abord dans l'ancien café en 1796, puis en 1889 dans la nouvelle maison communale.
- Tilleul del Motte.